# 齐闻韶
齐闻韶（1915年—2001年），曾用名来追，艺名来阜之，男，浙江杭州人，中国电影事业家、编导，曾任中国电影家协会理事。